# Садбері (Массачусетс)
Садбері (англ. Sudbury) — місто (англ. town) в США, в окрузі Міддлсекс штату Массачусетс. Населення — 18 934 особи (2020).

## Демографія
Згідно з переписом 2010 року, у місті мешкало 17 659 осіб у 5771 домогосподарстві у складі 4946 родин. Було 5951 помешкання
Расовий склад населення:
| - 90,8 % — білих - 5,9 % — азіатів - 0,8 % — чорних або афроамериканців - 0,1 % — вихідців з тихоокеанських островів - 0,1 % — корінних американців |

До двох чи більше рас належало 1,8 %. Частка іспаномовних становила 2,0 % від усіх жителів.
За віковим діапазоном населення розподілялося таким чином: 32,0 % — особи молодші 18 років, 55,8 % — особи у віці 18—64 років, 12,2 % — особи у віці 65 років та старші. Медіана віку мешканця становила 42,5 року. На 100 осіб жіночої статі у місті припадало 95,3 чоловіків;  на 100 жінок у віці від 18 років та старших — 92,3 чоловіків також старших 18 років.
Середній дохід на одне домашнє господарство  становив 225 197 доларів США (медіана — 170 945), а середній дохід на одну сім'ю — 247 631 долар (медіана — 183 234). Медіана доходів становила 148 542 долари для чоловіків та 89 432 долари для жінок. За межею бідності перебувало 3,1 % осіб, у тому числі 4,5 % дітей у віці до 18 років та 1,5 % осіб у віці 65 років та старших.
Цивільне працевлаштоване населення становило 8950 осіб. Основні галузі зайнятості: науковці, спеціалісти, менеджери — 24,3 %, освіта, охорона здоров'я та соціальна допомога — 23,0 %, виробництво — 13,2 %, фінанси, страхування та нерухомість — 11,7 %.